# 아사노 나가시게

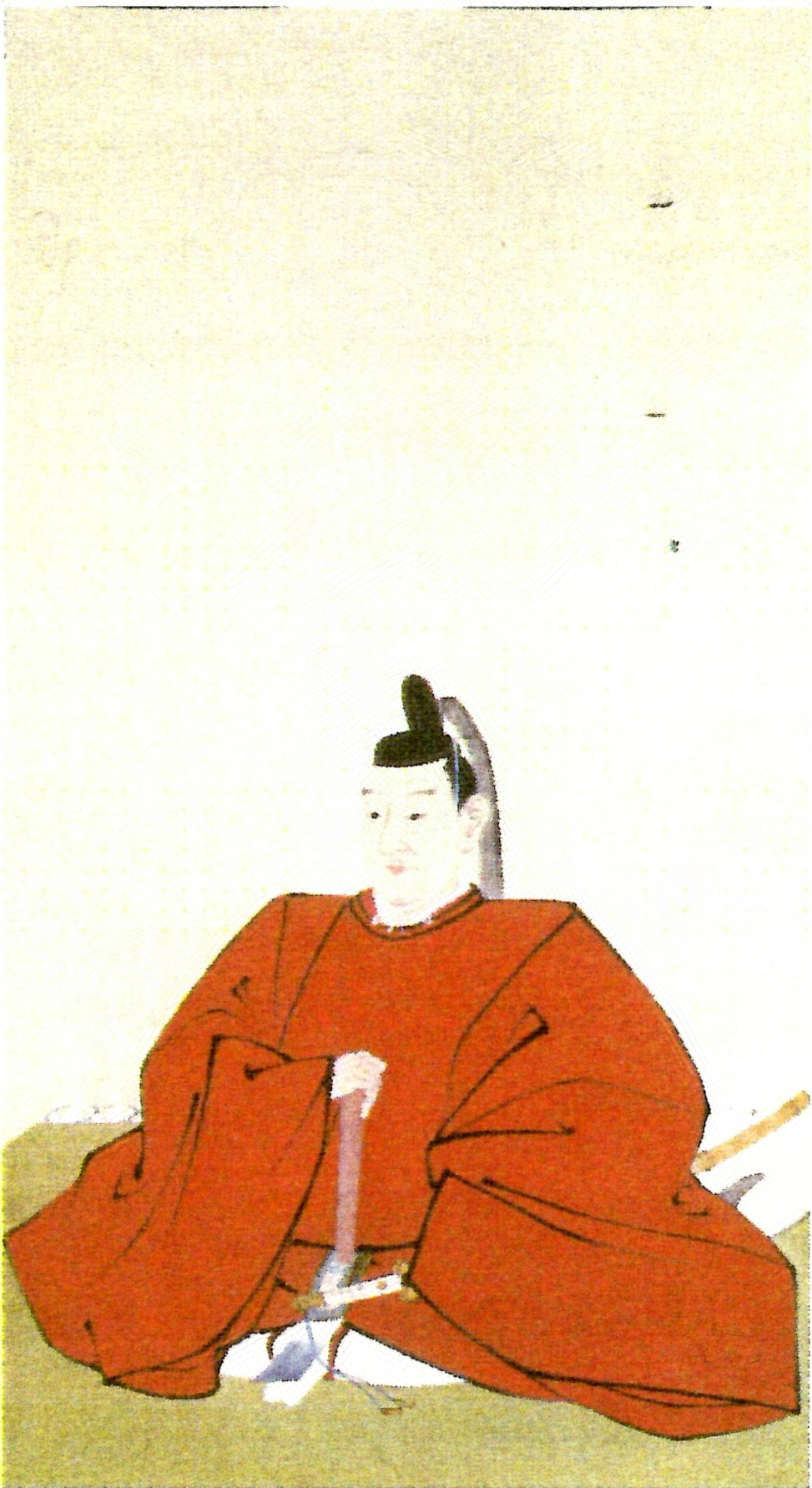
아사노 나가시게

아사노 나가시게(일본어: 浅野長重)는 아즈치모모야마 시대부터 에도 시대 초기까지의 다이묘이다.
| 전임 (아사노 나가마사) | 제1대 아사노가 나가시게류 당주 1601년 ~ 1632년 | 후임 아사노 나가나오 |

|  | 모카 번 번주 (아사노가) 1601년 ~ 1611년 | 후임 호리 지카요시 |

| 전임 아사노 나가마사 | 마카베 번 번주 (아사노가) 1611년 ~ 1622년 | 후임 히타치 가사마번 전봉 및 병합 |

| 전임 나가이 나오카쓰 | 제1대 가사마번 번주 (아사노가) 1622년 ~ 1632년 | 후임 아사노 나가나오 |